# Eugenio Balzan
Eugenio Francesco Balzan (Badia Polesine, 20 aprile 1874 – Lugano, 15 luglio 1953) è stato un giornalista e imprenditore italiano.

## Biografia
Eugenio Balzan nacque in una famiglia di proprietari terrieri della provincia di Rovigo, ebbe una giovinezza difficile a causa dell'alluvione del Polesine che nel 1882 mandò in rovina la sua famiglia. Si trasferì a Milano e lavorò al Corriere della Sera, dove fu assunto nel 1897 come correttore e poi come giornalista. In breve ricoprì i ruoli di redattore, capocronaca ed inviato speciale, firmò celebri reportage sullo sfruttamento degli italiani emigrati nel Nordamerica (Canada e USA).
Nel 1903 Balzan ne divenne il direttore amministrativo, avendo anche acquisito parte della proprietà stessa del giornale, seppur si trattasse di una piccola quota. Braccio destro del direttore Luigi Albertini contribuì alla crescita economica del giornale che divenne il principale quotidiano italiano passando dalle 75 000 copie del 1900 alle 150 000 del 1906, alle 275 000 cinque anni dopo ed alla fine della prima guerra mondiale a quasi 400.000. Nel 1920 la tiratura arrivò a 600 000 copie.
Grazie alla sua iniziativa la vendita degli spazi pubblicitari venne gestita direttamente dal "Corriere" che, oltre al quotidiano, avviò dei periodici collegati che ebbero un grande successo: nel 1899 La Domenica del Corriere, nel 1901 "La Lettura", nel 1903 il "Romanzo mensile" e nel 1908 il Corriere dei Piccoli. Balzan si preoccupò di innovare il "Corriere" dotandolo delle macchine rotative tecnologicamente più avanzate e automatizzate, gestendo anche al meglio la distribuzione e la rivendita.
Nel 1921 Luigi Albertini cedette al fratello Alberto la direzione del quotidiano. Nel novembre del 1925 gli Albertini furono costretti ad abbandonare la proprietà e la guida del giornale, per le pressioni del regime fascista, a favore dei fratelli Aldo, Mario e Vittorio Crespi, che rimasero gli unici proprietari. Balzan invece restò al suo posto nel "Corriere". Come ebbe modo di scrivere:
(Eugenio Balzan)
L'ambizione e il ritorno economico della sua posizione lo portò a vivere quel periodo come "anni del compromesso": da un lato il punto più alto della carriera e dall'altro le continue tensioni con l'ambiente che lo circondava. Accusato dai fascisti ed in particolar modo da Roberto Farinacci di essere contrario al Duce, si avvalse dell'amicizia del fratello di Benito Mussolini, Arnaldo, giornalista, che però morì improvvisamente nel 1931.
Nel 1933 Balzan cedette alle pressioni e lasciò il "Corriere" autoesiliandosi, emigrando in Svizzera, dove negli anni aveva accumulato una fortuna. Tra Lugano e Zurigo visse fino al 1950, anno del suo rientro ufficiale in Italia, anche se non tornò mai a stabilirvisi. Morì a Lugano nel 1953.

## La Fondazione Balzan
Dopo la sua morte l'unica figlia ed erede, Angela Lina, diede vita alla Fondazione Internazionale Premio Eugenio Balzan, che dal 1961 conferisce il Premio Balzan in varie discipline scientifiche, umanistiche ed artistiche.
Eugenio Balzan fu anche un amatore d'arte e sapiente collezionista di opere italiane dell'Ottocento e Novecento . Le variegate opere della sua Collezione furono esposte per la prima volta al pubblico in una mostra a Zurigo, allestita a cura del sodale Giuseppe De Logu, nel 1944. A seguito della scomparsa di Balzan, nel 1953, e dell'istituzione della Fondazione Internazionale, la raccolta venne acquisita dalla stessa. Dal 2014 la Collezione Eugenio Balzan è conservata ed esposta nell'omonimo Teatro Sociale del comune di Badia Polesine.

## Opere
- Eugenio Balzan, L'emigrazione in Canada nell'inchiesta del «Corriere» 1901, a cura di Renata Broggini, Milano, Fondazione Corriere della Sera, 2009.